# François de Callières
François de Callières (* 14. Mai 1645 in Cherbourg; † 4. März 1717 in Paris) war ein französischer Diplomat, Schriftsteller und Mitglied der Académie française.

## Leben und Werk
François de Callières war der Sohn des Marschalls und Schriftstellers Jacques de Callières († 1662) und der Bruder des Gouverneurs von Neufrankreich, Louis-Hector de Callières (1648–1703). Als Kabinettssekretär und Geheim-Diplomat des Königs wurde er 1689 in die Académie française (Sitz Nr. 29) aufgenommen. Er starb 71-jährig in Paris.

## Veröffentlichungen
Nach galanter Prosa veröffentlichte er von 1688 bis 1693 Werke der Literatur- und Sprachbeobachtung, zuerst eine Darstellung der Querelle des Anciens et des Modernes, dann eine Analyse von Bonmots, sowie von „bons contes“ (geistreiche Erzählungen mit Pointen) in Antike und Gegenwart mit Anleitung zum Verfassen satirischer Texte. Großen Erfolg hatte er mit seinen kritischen Beobachtungen zum Sprachgebrauch der Zeit, zwei Bücher mit den Titeln Des mots à la mode (Modischer Sprachgebrauch) und Du bon et du mauvais usage (Über den guten und den schlechten Sprachgebrauch), die dem Bedürfnis nach sprachlicher Ethik und Normierung entgegenkamen.
Kurz vor seinem Tod veröffentlichte er ein Handbuch der Diplomatie, das zum Klassiker wurde, mehrfach übersetzt und bis in die Gegenwart herausgegeben.

## Werke

### Belletristik
- La logique des amans, ou L’amour logicien. Thomas Jolly, Paris 1668. Amsterdam 1748.
- Nouvelles amoureuses et galantes. Quinet, Paris 1678.

### Philologie
- Histoire poétique de la guerre nouvellement déclarée entre les Anciens et les Modernes. Amsterdam 1688. Slatkine, Genf 1971.
- Des bons Mots et des bons contes, de leur usage, de la raillerie des anciens, de la raillerie et des railleurs de notre temps. Barbin, Paris 1692. Slatkine, Genf 1971.
- Des mots a la mode, et des nouvelles façons de parler. Avec des observations sur diverses manières d’agir & de s’exprimer. Et un discours en vers sur les mêmes matières. Seconde edition. Augmentée de plusieurs mots nouveaux & d’une lettre sur les mots à la mode. Barbin, Paris 1692. Slatkine, Genf 1972.
- Du bon, et du mauvais usage. Dans les manieres de s’exprimer. Des façons de parler bourgeoises. Et en quoy elles sont differentes de celles de la cour. Suitte des Mots à la mode. Barbin, Paris 1693. Slatkine, Genf 1972.

### Diplomatie-Lehre

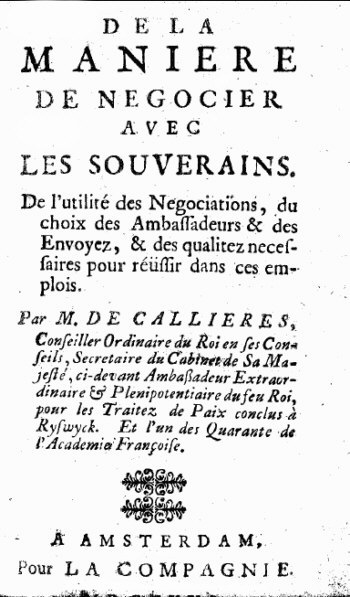
François de Callières: De la manière de negocier avec les souverains (1716).

- De la manière de négocier avec les souverains. De l’utilité du choix des ambassadeurs et des envoyés, et des qualités nécessaires pour réussir dans ces emplois. Brunet, Paris 1716. Hrsg. Alain Pekar Lempereur. Droz, Genf 2002. Hrsg. Pierre Michel Eisemann. Éditions A. Pedone, Paris 2018.
  - Nouvelle édition considérablement augmentée. Nourse, London 1750. Ryswick 1757.
  - L’art de négocier sous Louis XIV. Nouveau Monde, Paris 2006, 2015.
  - De la manière de négocier avec les souverains internationaux. De l’utilité des négociations, du choix des ambassadeurs et des envoyés & des qualités nécessaires pour réussir dans ces emplois. Éd. Ipagine, Paris 2013.
  - (deutsch) Der Staats-erfahrne Abgesandte, Oder Unterricht, Wie man mit hohen Potentaten in Staats-Sachen klug tractiren soll. Martini, Leipzig 1716.
  - (deutsch) Kluger Minister und geschickter Gesandten Staats-Schule, oder Unterricht, wie man mit grossen Herren und Potentaten Staats-Sachen klüglich tractiren soll. Weidmann, Leipzig 1717.
  - (englisch) The art of negotiating with sovereign princes. London 1716 (zahlreiche Auflagen)
  - (englisch) On the manner of negotiating with princes. 1716. Univ. Press of America, Washington, DC 1963, 1983, 2000.
  - (englisch) The Practice of diplomacy. On the manner of negotiating with princes. Alexander Frederick Whyte. Constable, London 1919. Houghton Mifflin, Boston 1919, 2000.  University of Notre Dame Press, Notre Dame 1963. 1983
  - (englisch) The Art of diplomacy. Hrsg. Harold Maurice Alvar Keens-Soper and Karl W. Schweizer. Leicester/New York 1983, 1994.
  - (italienisch) Della maniera di trattare affari coi sovrani. Parma 1726.
  - (russisch) Каким образом договариваться с государями Часть первая. 1772–1783.
  - (polnisch) Sztuka dyplomacji. Warschau 1929. Lublin 1997.
  - (japanisch) Gaiko danpanho. Tokio 1978.
  - (spanisch) Negociando con príncipes. Reglas de la diplomacia y arte de la negociación. Madrid 2001.

### Korrespondenz
- Letters (1694–1700) of François de Callières to the Marquise d’Huxelles. Hrsg. Laurence Pope. E. Mellen Press, Lewiston (N.Y.) 2004.

### Weitere Veröffentlichungen
- Panégyrique historique du Roy à Messieurs de l’Académie françoise. Paris 1688.
- Discours prononcez à l’Académie françoise... à la réception de M. de Callières et de M. l’abbé Renaudot (par les récipiendaires et F. Charpentier). Coignard, Paris 1689.
- Du Bel Esprit, où sont examinés les sentiments qu’on a d’ordinaire dans le monde. Anisson, Paris 1695.
- De la science du monde, et des connoissances utiles à la conduite de la vie. Ganeau, Paris 1717. (Lebens- und Tugendlehre)
  - (deutsch) Unterricht von der Kentnüs der Welt und von den Wissenschafften, die zu Führung eines Welt-klugen Lebens dienlich sind. Martini, Leipzig 1718.
  - (niederländisch) Kunst der verkering met de waereldt. Amsterdam 1718.
  - (italienisch) Serioso Discorso D’Utilissime Cognizioni Per Ammaestrare A Ben Condursi In Questo Mondo. Halle an der Saale 1753.
  - (italienisch) La Scienza del mondo. Göttingen 1755.
  - (englisch) The knowledge of the world. London 1770. Dublin 1774.
  - (spanisch) Tratado de la ciencia del mundo. Madrid 1778, 1839.